# ناظم سلیمان‌اف
ناظم سلیمان‌اف (ترکی آذربایجانی: Nazim Süleymanov؛ زادهٔ ۱۷ فوریهٔ ۱۹۶۵) بازیکن فوتبال اهل جمهوری آذربایجان است.
از باشگاه‌هایی که در آن بازی کرده‌است می‌توان به باشگاه فوتبال نفتچی باکو، باشگاه فوتبال ژمچوژینا-سوچی، باشگاه فوتبال اسپارتاک مسکو، و باشگاه فوتبال اسپارتاک ولادی‌قفقاز اشاره کرد.
وی همچنین در تیم ملی فوتبال جمهوری آذربایجان بازی کرده‌است.